# Rashad Sadigov
Ne doit pas être confondu avec Rashad Sadygov.
Pour les articles homonymes, voir Sadigov.
Rashad Sadigov (en azéri : Rəşad Sadiqov), né le 8 octobre 1983 à Nakhitchevan en Azerbaïdjan, est un footballeur international azerbaïdjanais, qui évolue au poste de milieu de terrain. 
Il compte 25 sélections en équipe nationale depuis 2006.

## Biographie

### Carrière de joueur
Rashad Sadigov dispute 11 matchs en Ligue des champions, pour un but inscrit, 37 matchs en Ligue Europa, pour 5 buts inscrits, et 5 matchs en Coupe Intertoto, pour 2 buts inscrits,.

### Carrière internationale
Rashad Sadigov compte 25 sélections avec l'équipe d'Azerbaïdjan depuis 2006. 
Il est convoqué pour la première fois par le sélectionneur national Shahin Diniyev pour un match amical contre la Turquie le 14 avril 2006 (1-1).

## Palmarès
- Avec le Shafa Bakou
  - Vainqueur de la Coupe d'Azerbaïdjan en 2001

- Avec le Neftchi Bakou
  - Champion d'Azerbaïdjan en 2004 et 2013
  - Vainqueur de la Coupe d'Azerbaïdjan en 2004, 2013, 2014

- Avec le Qarabağ Ağdam
  - Vainqueur de la Coupe d'Azerbaïdjan en 2009